# Жолудькове
Жолудькове — селище в Україні, у Маньківській селищній громаді Уманського району Черкаської області. Розташоване на лівому березі річки Бики (притока Кищихи) за 8 км на південний схід від селища Маньківка. Населення становить 50 осіб (станом на 2001 р.).

## Історія
Засновано поселення навесні 1927 року — тут відразу почали зводити будівлі й першими поселенцями стали маньківчани Андрій Омелькович Родак, Остап Несторович Ярун, Марко Іванович Синільник, Іван Ульянович Гарматюк та Григорій Іванович Хльобас.
Жителі зводили парники, які називали «парні» й вирощували в них молоді дубки, що потім висаджували в лісосмугах не лише Маньківщини, а й інших куточках України.
Від плодів дубовою гаю довкола поселення — жолудів, які слугували мешканцям в «парнях» за посадковий матеріал, і пішла назва села. За три роки до першого заселення жителям Маньківки тут наділяли земельні ділянки — відруби.
У 1929 році організовано колгосп «За краще життя», першим його головою обрано Андрія Олександровича Родака.
Поблизу поселення знайдено уламки глиняного посуду — сліди поселення трипільської, а також черняхівської культур.

## Галерея

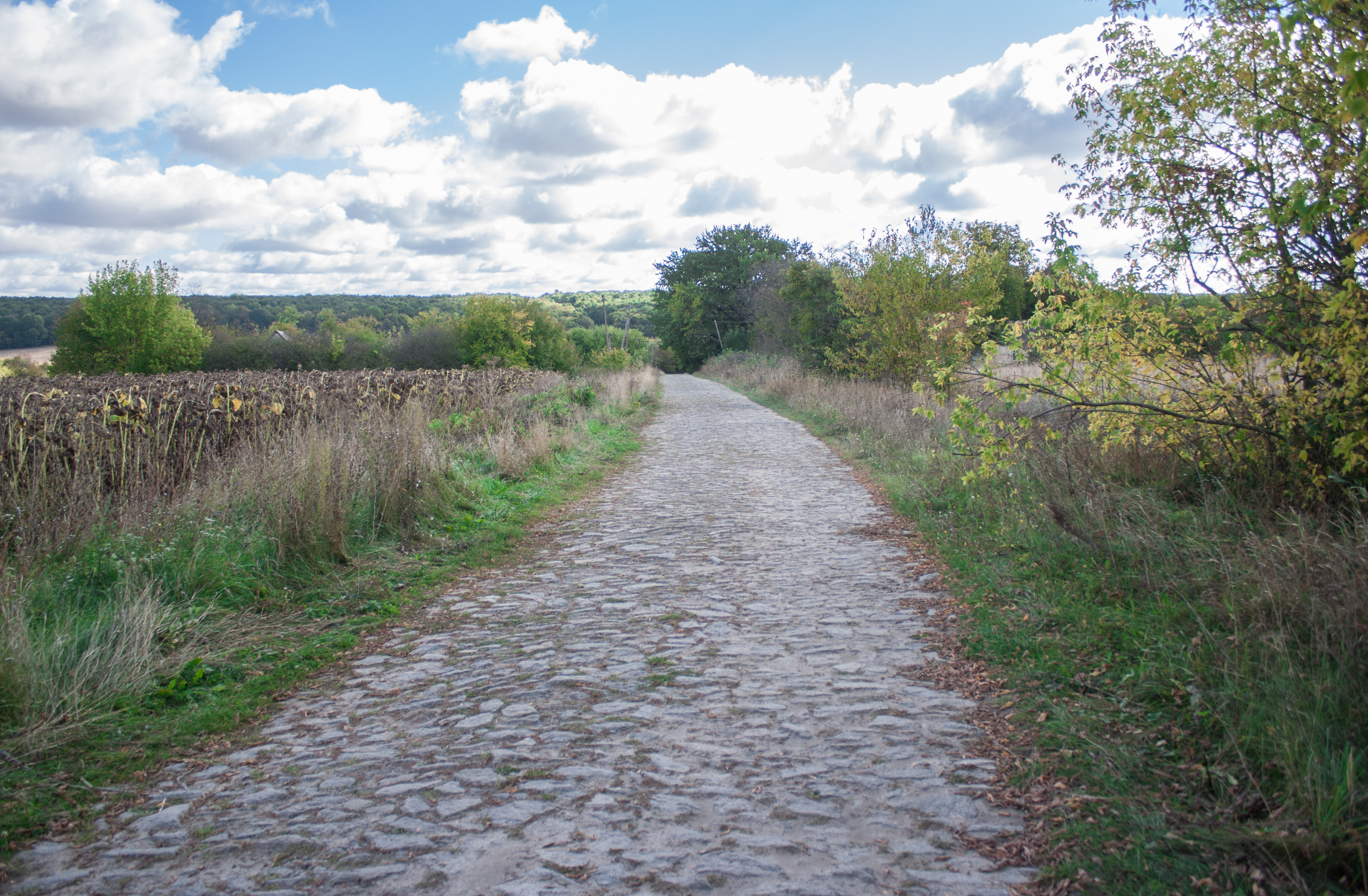
В'їзд у село
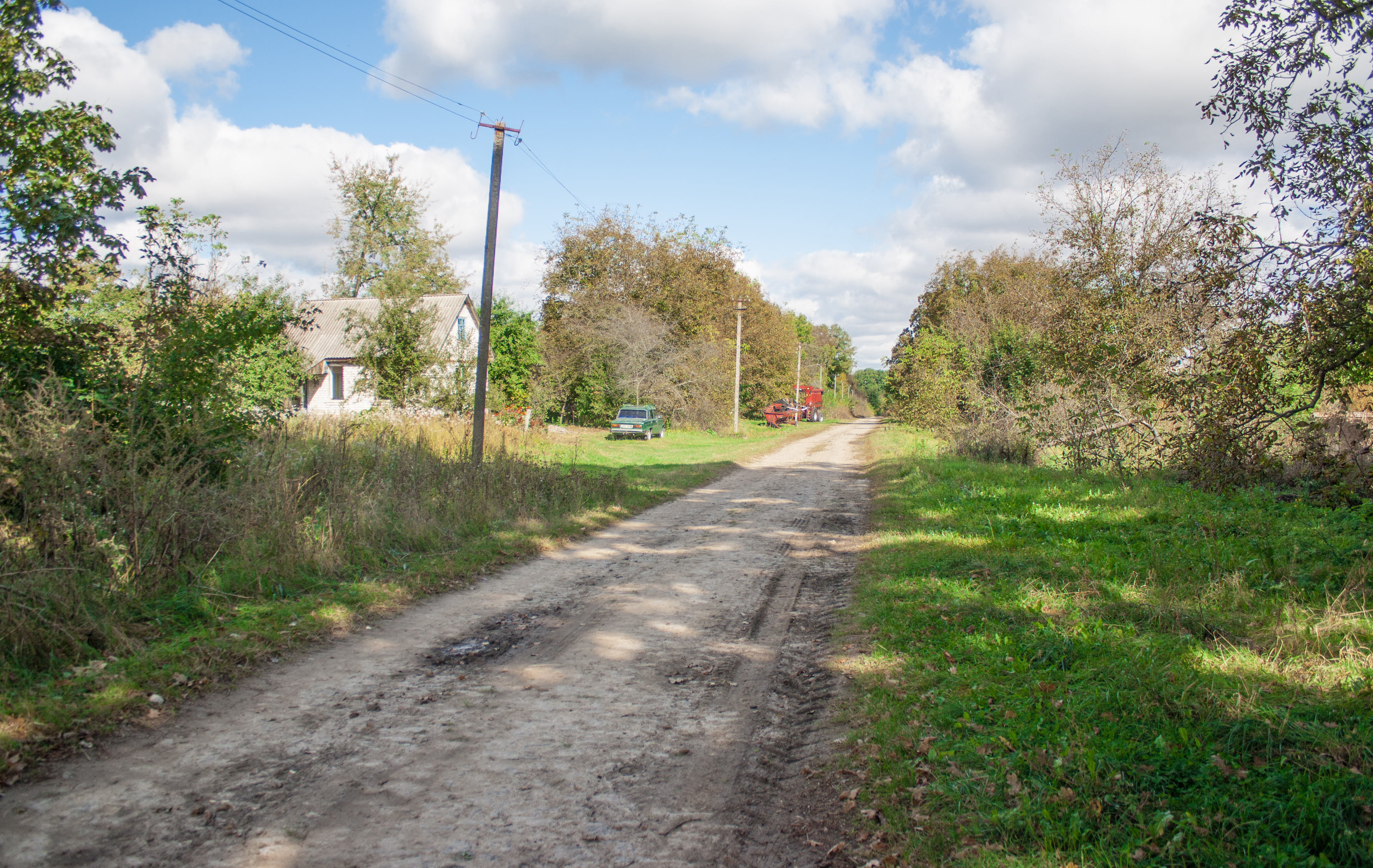
Вулиця Козацька
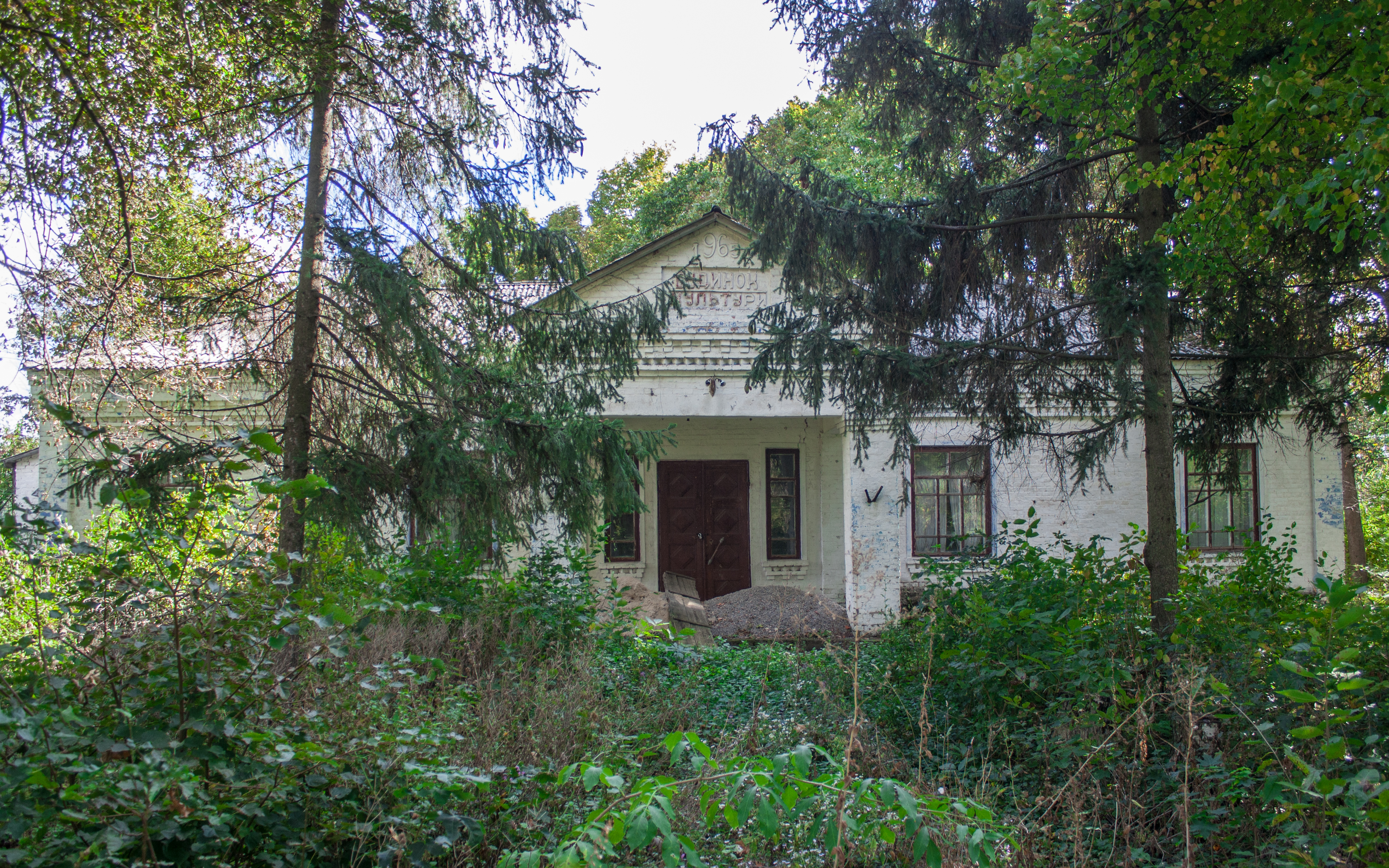
Будинок культури
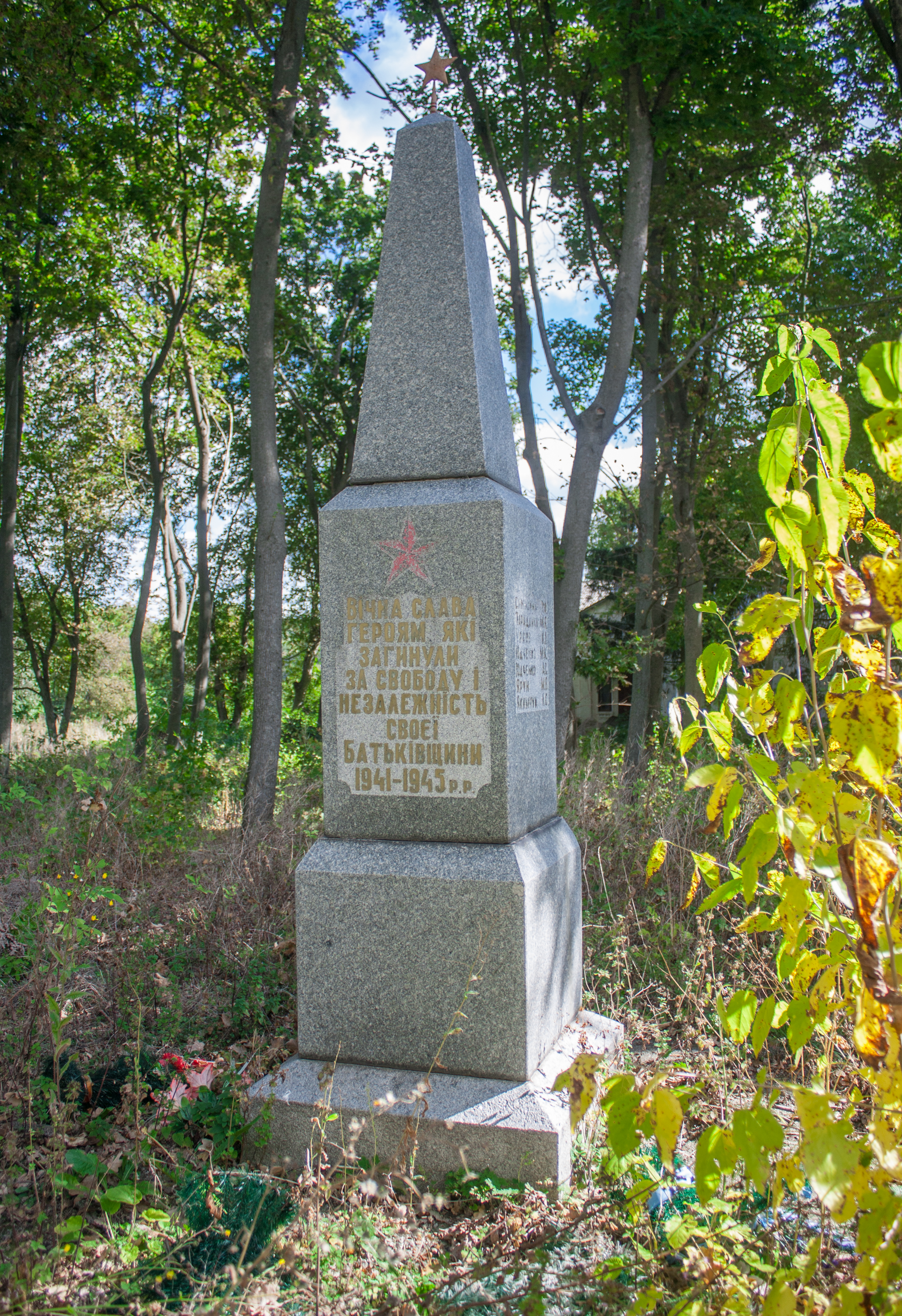
Пам'ятник воїнам-односельцям